# АНТ-14
АНТ-14 «Правда» — пасажирський літак, який здійснив перший політ 14 серпня 1931 року. АНТ-14 був радянським літаком, який служив флагманом радянської пропагандистської ескадрильї. Його вважають першим суцільнометалевим літаком зі сталевою конструкцією, стійкою до корозії.
АНТ-14 був більшою версією АНТ-9 з розмахом крил 40,4 м у порівнянні з 23,8 м у АНТ-9. Оснащений п'ятьма радіальними двигунами Gnome-Rhône Jupiter 9AKX потужністю 358 кВт (480 к.с.) він міг перевозити екіпаж з трьох осіб і 36 пасажирів з максимальною швидкістю 236 км/год. Однак його крейсерська швидкість становила лише 195 км/год. Маса порожнього літака становила 10 650 кг, а максимальна злітна вага становила 17 146 кг. АНТ-14 мав радіус дії 900 км і робочу стелю 4220 м. Він мав ходову частину, що не прибирається, головна установка якої складалася зі здвоєних коліс.

## Історія
АНТ-14 був випробуваний Аерофлотом у 1932 році. Хоча ці випробування не виявили жодних проблем з літаком, він був набагато більшим, ніж будь-який інший літак у їх парку, вони не мали вимоги до літака місткістю 36 пасажирів, тому літак не пішов в серію.
17 березня 1933 року Радянський Союз створив ескадрилью авіаційної пропаганди імені Максима Горького, і АНТ-14 був призначений як її флагман, названий «Правда» на честь однойменної газети і використовувався в основному для оглядових польотів над Москвою, але іноді здійснював випадкові туристичні рейси до Харкова та Ленінграда (Санкт-Петербург), також він відвідав Бухарест у 1935 році, щоб допомогти відсвяткувати фестиваль, який там проходив у той час. АНТ-14 перевіз понад 40 000 пасажирів до того, як його списали в 1941 році.

## Технічні характеристики
Загальна характеристика
- Екіпаж: 3
- Місткість: 36 пасажирів
- Довжина: 26,485 м
- Розмах крил: 40,4 м
- Висота: 5,4 м
- Площа крила: 240 м 2
- Вага порожнього: 10 828 кг
- Повна вага: 17 530 кг
- Силова установка: 5 × 9-циліндрових радіально-поршневих двигунів Gnome-Rhône 9Akx Jupiter з повітряним охолодженням, 358 кВт (480 к.с.) кожен
- Пропелери: 2-лопатеві дерев'яні пропелери з фіксованим кроком, діаметром 3,2 м, пізніше металеві пропелери

Продуктивність
- Максимальна швидкість: 236 км/год на рівні моря

швидкість:
195 км/год на 3000 м
- Крейсерська швидкість: 175 км/год
- Дальність: 900 км
- Максимальна експлуатаційна стеля: 4220 м
- Час досягнення висоти: 1000 м за 4 хвилини 54 секунди
- Навантаження на крило: 3000 кг/м2
- Розбіг при зльоті: 250 м
- Розбіг при посадці: 220 м